# Sergio Gómez Martín
Sergio Gómez Martín (Badalona, 4 settembre 2000) è un calciatore spagnolo, difensore o centrocampista della Real Sociedad e della nazionale spagnola.

## Caratteristiche tecniche
È un terzino offensivo, è mancino, dotato di una buona tecnica individuale, che agisce prevalentemente sulla fascia sinistra difensiva. Può essere schierato anche in posizione più avanzata, come mezzala oppure come esterno alto d'attacco. Si dimostra molto abile nell'effettuare cross ed assist ai compagni come elemento di raccordo.

## Carriera

### Club

#### Giovanili ed esordio da professionista
Nato a Badalona, nel 2010 è entrato a far parte della Cantera del Barcellona, in cui ha militato per otto stagioni percorrendo tutta la trafila delle varie selezioni giovanili. Il 6 gennaio 2018 ha debuttato fra i professionisti, giocando con la squadra B l'incontro di Segunda División pareggiato 1-1 contro il Real Saragozza.
L'ultimo giorno del mercato invernale è stato acquistato dal Borussia Dortmund, che lo ha inizialmente aggregato alla propria formazione U19, salvo farlo debuttare in Bundesliga l'8 aprile seguente, nel match vinto 3-0 contro lo Stoccarda. Inserito nella rosa della seconda squadra impegnata in Fußball-Regionalliga in vista della stagione seguente, l'11 dicembre è stato convocato per l'incontro della fase a gironi di Champions League contro il Monaco, entrando in campo nei minuti di recupero del secondo tempo.

#### Huesca
Il 12 agosto seguente è stato ceduto in prestito stagionale all'Huesca, dove si è ritagliato un ruolo da protagonista collezionando 36 presenze in Segunda División, trovando anche la sua prima rete fra i professionisti contro il Ponferradina. Il 1º settembre 2020 il prestito è stato rinnovato per un'ulteriore stagione; venti giorni più tardi ha esordito nella massima divisione spagnola, scendendo in campo nell'incontro perso 2-0 contro il Cadice.

#### Anderlecht e Manchester City
Il 30 giugno 2021, viene acquistato a titolo definitivo dall'Anderlecht. Segna il suo primo gol battendo per 3-0 il Seraing, trasforma un rigone vincendo per 4-2 contro il Beerschot e per 2-1 contro l'Anversa, riesce inoltre a segnare una doppietta sconfiggendo per 3-1 il Charleroi. Durante la Coppa del Belgio segna una rete nel successo per 3-0 ai danni del Kortrijk.
Il 16 agosto 2022, viene ufficializzato il suo trasferimento al Manchester City per 13 milioni di euro, firmando un contratto fino al giugno 2026.
Il 12 luglio 2024 passa ufficialmente al Real Sociedad per 9 milioni di euro, dopo due stagioni da riserva a Manchester, firmando un contratto valido fino al 30 giugno 2030.

### Nazionale

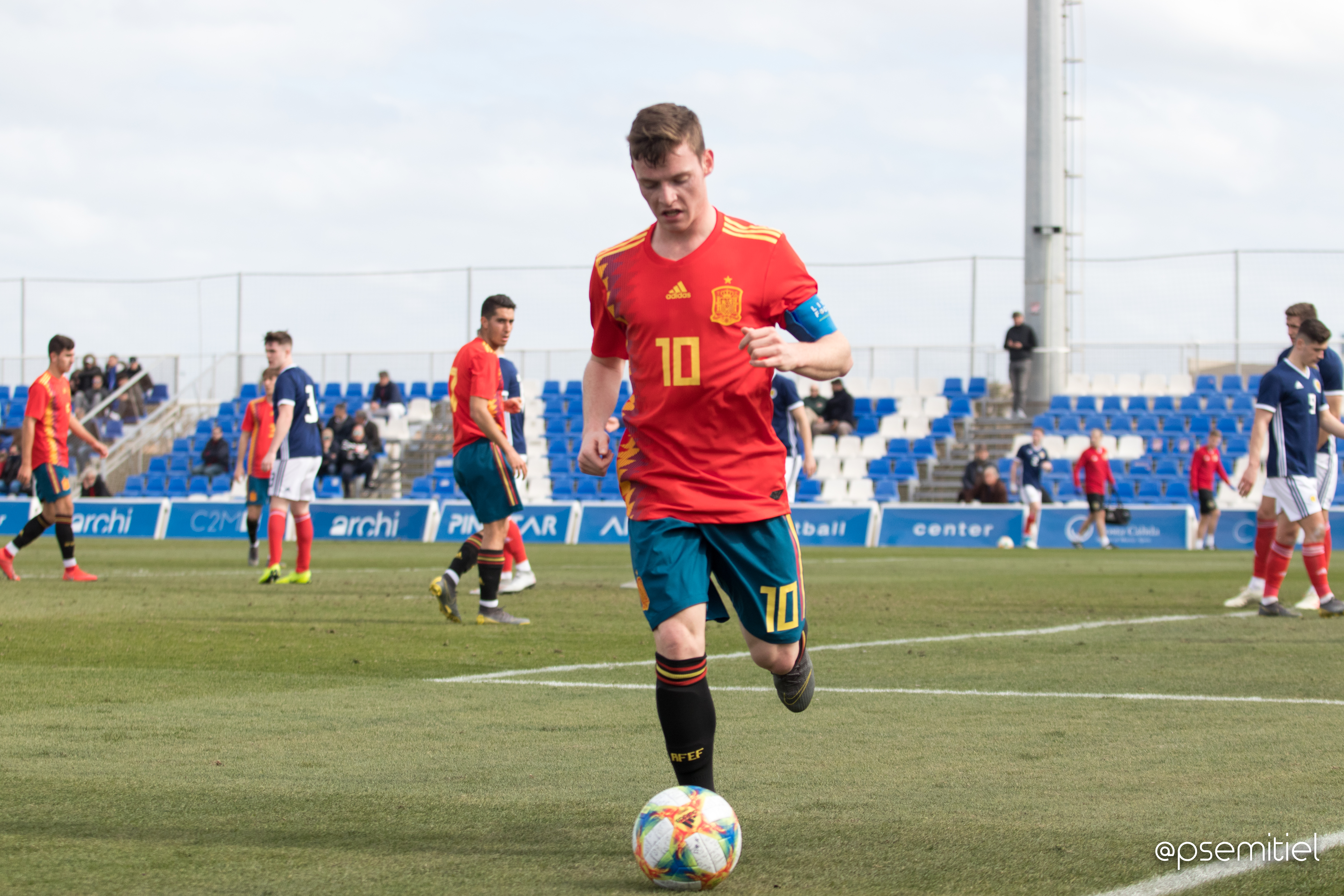
Sergio Gómez capitano della nazionale under-19 spagnola nel 2019.

Compie tutta la trafila delle nazionali giovanili spagnole. Nel 2017 con la nazionale Under-17 spagnola ha vinto il campionato europeo di categoria, conquista pure l'argento al Mondiale Under-17 dove segna il gol del 4-0 battendo il Niger, realizza una rete anche nella vittoria per 3-1 contro l'Iran, e nella finale segna una doppietta portando al momentaneo vantaggio la Spagna nella sconfitta per 5-2 contro l'Inghilterra. Conquista un altro successo due anni più tardi con la nazionale Under-19 spagnola, nel 2019, durante il campionato continentale giovanile battendo in finale il Portogallo.
Il 14 novembre 2019, fa il suo esordio con la nazionale Under-21 spagnola, subentrando a Ferrán Torres all'82º minuto di gioco, nella partita interna valida per la qualificazione agli Europei del 2021, vinta per 3-0 contro la Macedonia. Due anni dopo, l'8 ottobre 2021, sigla la sua prima rete con la maglia della Rojita nella partita interna vinta per 3-2 contro la Slovacchia, match valido per le qualificazioni agli Europei del 2023. Pochi giorni dopo, il 12 ottobre, realizza una doppietta decisiva nella partita in casa vinta per 3-0 contro l'Irlanda del Nord.
Gioca con la Nazionale Olimpiaca vincendo la medaglia d'oro ai giochi di Parigi 2024, segna il gol del 2-1 battendo l'Uzbekistan nella prima partita.
Il 12 ottobre 2024 esordisce in nazionale maggiore nel successo per 1-0 in Nations League contro la Danimarca.

## Statistiche

### Presenze e reti nei club
Statistiche aggiornate al 12 luglio 2024.
| Stagione               | Squadra                | Campionato             | Campionato | Campionato | Coppe nazionali | Coppe nazionali | Coppe nazionali | Coppe continentali | Coppe continentali | Coppe continentali | Altre coppe | Altre coppe | Altre coppe | Totale | Totale | Totale |
| Stagione               | Squadra                | Comp                   | Pres       | Reti       | Comp            | Pres            | Reti            | Comp               | Pres               | Reti               | Comp        | Pres        | Reti        | Pres   | Reti   |        |
| ---------------------- | ---------------------- | ---------------------- | ---------- | ---------- | --------------- | --------------- | --------------- | ------------------ | ------------------ | ------------------ | ----------- | ----------- | ----------- | ------ | ------ | ------ |
| 2017-2018              | Barcellona B           | SD                     | 2          | 0          | -               | -               | -               | -                  | -                  | -                  | -           | -           | -           | 2      | 0      |        |
| 2017-2018              | Borussia Dortmund      | BL                     | 2          | 0          | CG              | 0               | 0               | UCL                | 0                  | 0                  | -           | -           | -           | 0      | 0      |        |
| 2018-2019              | Borussia Dortmund      | BL                     | 0          | 0          | CG              | 0               | 0               | UCL                | 0                  | 0                  | -           | -           | -           | 0      | 0      |        |
| 2018-2019              | Borussia Dortmund II   | RL                     | 14         | 2          | -               | -               | -               | -                  | -                  | -                  | -           | -           | -           | 14     | 2      |        |
| 2019-2020              | Huesca                 | SD                     | 36         | 1          | CR              | 1               | 0               | -                  | -                  | -                  | -           | -           | -           | 37     | 1      |        |
| 2020-2021              | Huesca                 | PD                     | 29         | 0          | CR              | 2               | 0               | -                  | -                  | -                  | -           | -           | -           | 31     | 0      |        |
| Totale Huesca          | Totale Huesca          | Totale Huesca          | 65         | 1          |                 | 3               | 0               |                    | -                  | -                  |             | -           | -           | 68     | 1      |        |
| 2021-2022              | Anderlecht             | D1                     | 34+5       | 5+1        | CB              | 6               | 1               | UECL               | 4                  | 0                  | -           | -           | -           | 49     | 7      |        |
| ago. 2022              | Anderlecht             | D1                     | 1          | 0          | CB              | -               | -               | UECL               | -                  | -                  | -           | -           | -           | 1      | 0      |        |
| Totale Anderlecht      | Totale Anderlecht      | Totale Anderlecht      | 35+5       | 5+1        |                 | 6               | 1               |                    | 4                  | 0                  |             | -           | -           | 50     | 7      |        |
| 2022-2023              | Manchester City        | PL                     | 12         | 0          | FACup+CdL       | 4+2             | 0               | UCL                | 5                  | 0                  | CS          | -           | -           | 23     | 0      |        |
| 2023-2024              | Manchester City        | PL                     | 6          | 0          | FACup+CdL       | 2+1             | 0               | UCL                | 5                  | 0                  | CS+SU+Cmc   | 0+0+1       | 0           | 15     | 0      |        |
| Totale Manchester City | Totale Manchester City | Totale Manchester City | 18         | 0          |                 | 9               | 0               |                    | 10                 | 0                  |             | 1           | 0           | 38     | 0      |        |
| 2024-2025              | Real Sociedad          | PD                     | 22         | 0          | CR              | 5               | 2               | UEL                | 5                  | 1                  | -           | -           | -           | 32     | 3      |        |
| Totale carriera        | Totale carriera        | Totale carriera        | 163        | 9          |                 | 23              | 3               |                    | 19                 | 1                  |             | 1           | 0           | 206    | 13     |        |

### Cronologia presenze e reti in nazionale
| Cronologia completa delle presenze e delle reti in nazionale ― Spagna | Cronologia completa delle presenze e delle reti in nazionale ― Spagna | Cronologia completa delle presenze e delle reti in nazionale ― Spagna | Cronologia completa delle presenze e delle reti in nazionale ― Spagna | Cronologia completa delle presenze e delle reti in nazionale ― Spagna | Cronologia completa delle presenze e delle reti in nazionale ― Spagna | Cronologia completa delle presenze e delle reti in nazionale ― Spagna | Cronologia completa delle presenze e delle reti in nazionale ― Spagna |
| Data                                                                  | Città                                                                 | In casa                                                               | Risultato                                                             | Ospiti                                                                | Competizione                                                          | Reti                                                                  | Note                                                                  |
| --------------------------------------------------------------------- | --------------------------------------------------------------------- | --------------------------------------------------------------------- | --------------------------------------------------------------------- | --------------------------------------------------------------------- | --------------------------------------------------------------------- | --------------------------------------------------------------------- | --------------------------------------------------------------------- |
| 12-10-2024                                                            | Murcia                                                                | Spagna                                                                | 1 – 0                                                                 | Danimarca                                                             | UEFA Nations League 2024-2025 - 1º turno                              | -                                                                     | 90+3’                                                                 |
| Totale                                                                |                                                                       | Presenze                                                              | 1                                                                     |                                                                       | Reti                                                                  | 0                                                                     |                                                                       |

| Cronologia completa delle presenze e delle reti in nazionale ― Spagna under 21 | Cronologia completa delle presenze e delle reti in nazionale ― Spagna under 21 | Cronologia completa delle presenze e delle reti in nazionale ― Spagna under 21 | Cronologia completa delle presenze e delle reti in nazionale ― Spagna under 21 | Cronologia completa delle presenze e delle reti in nazionale ― Spagna under 21 | Cronologia completa delle presenze e delle reti in nazionale ― Spagna under 21 | Cronologia completa delle presenze e delle reti in nazionale ― Spagna under 21 | Cronologia completa delle presenze e delle reti in nazionale ― Spagna under 21 |
| Data                                                                           | Città                                                                          | In casa                                                                        | Risultato                                                                      | Ospiti                                                                         | Competizione                                                                   | Reti                                                                           | Note                                                                           |
| ------------------------------------------------------------------------------ | ------------------------------------------------------------------------------ | ------------------------------------------------------------------------------ | ------------------------------------------------------------------------------ | ------------------------------------------------------------------------------ | ------------------------------------------------------------------------------ | ------------------------------------------------------------------------------ | ------------------------------------------------------------------------------ |
| 14-11-2019                                                                     | Alcorcón                                                                       | Spagna under 21                                                                | 3 – 0                                                                          | Macedonia under 21                                                             | Qual. Europeo Under-21 2021                                                    | -                                                                              | 82’                                                                            |
| 19-11-2019                                                                     | Ramat Gan                                                                      | Israele under 21                                                               | 1 – 1                                                                          | Spagna under 21                                                                | Qual. Europeo Under-21 2021                                                    | -                                                                              |                                                                                |
| Totale                                                                         |                                                                                | Presenze                                                                       | 2                                                                              |                                                                                | Reti                                                                           | 0                                                                              |                                                                                |

| Cronologia completa delle presenze e delle reti in nazionale ― Spagna olimpica | Cronologia completa delle presenze e delle reti in nazionale ― Spagna olimpica | Cronologia completa delle presenze e delle reti in nazionale ― Spagna olimpica | Cronologia completa delle presenze e delle reti in nazionale ― Spagna olimpica | Cronologia completa delle presenze e delle reti in nazionale ― Spagna olimpica | Cronologia completa delle presenze e delle reti in nazionale ― Spagna olimpica | Cronologia completa delle presenze e delle reti in nazionale ― Spagna olimpica | Cronologia completa delle presenze e delle reti in nazionale ― Spagna olimpica |
| Data                                                                           | Città                                                                          | In casa                                                                        | Risultato                                                                      | Ospiti                                                                         | Competizione                                                                   | Reti                                                                           | Note                                                                           |
| ------------------------------------------------------------------------------ | ------------------------------------------------------------------------------ | ------------------------------------------------------------------------------ | ------------------------------------------------------------------------------ | ------------------------------------------------------------------------------ | ------------------------------------------------------------------------------ | ------------------------------------------------------------------------------ | ------------------------------------------------------------------------------ |
| 24-7-2024                                                                      | Parigi                                                                         | Uzbekistan olimpica                                                            | 1 – 2                                                                          | Spagna olimpica                                                                | Olimpiadi 2024 - 1º turno                                                      | 1                                                                              |                                                                                |
| 27-7-2024                                                                      | Bordeaux                                                                       | Rep. Dominicana olimpica                                                       | 1 – 3                                                                          | Spagna olimpica                                                                | Olimpiadi 2024 - 1º turno                                                      | -                                                                              |                                                                                |
| 27-7-2024                                                                      | Bordeaux                                                                       | Spagna olimpica                                                                | 1 – 2                                                                          | Egitto olimpica                                                                | Olimpiadi 2024 - 1º turno                                                      | -                                                                              | 46’                                                                            |
| 2-8-2024                                                                       | Lione                                                                          | Giappone olimpica                                                              | 0 – 3                                                                          | Spagna olimpica                                                                | Olimpiadi 2024 - Quarti di finale                                              | -                                                                              | 88’                                                                            |
| 5-8-2024                                                                       | Marsiglia                                                                      | Marocco olimpica                                                               | 1 – 2                                                                          | Spagna olimpica                                                                | Olimpiadi 2024 - Semifinale                                                    | -                                                                              |                                                                                |
| 9-8-2024                                                                       | Parigi                                                                         | Francia olimpica                                                               | 3 – 5 dts                                                                      | Spagna olimpica                                                                | Olimpiadi 2024 - Finale                                                        | -                                                                              |                                                                                |
| Totale                                                                         |                                                                                | Presenze                                                                       | 6                                                                              |                                                                                | Reti                                                                           | 1                                                                              |                                                                                |

## Palmarès

### Club

#### Competizioni nazionali
- Segunda División: 1

Huesca: 2019-2020
- Campionato inglese: 2

Manchester City: 2022-2023, 2023-2024
- Coppa d'Inghilterra: 1

Manchester City: 2022-2023

#### Competizioni internazionali
- UEFA Champions League: 1

Manchester City: 2022-2023
- Supercoppa UEFA: 1

Manchester City: 2023
- Coppa del mondo per club: 1

Manchester City: 2023

### Nazionale
- Campionato europeo Under-17: 1

2017
- Giochi del Mediterraneo: 1

 Tarragona 2018
- Campionato europeo Under-19: 1

2019
- Oro olimpico: 1

2024

### Individuale
- Capocannoniere dell'Europeo Under-21: 1

Romania-Georgia 2023 (3 gol)
- Squadra del torneo dell'Europeo Under-21: 1

Romania-Georgia 2023